# William Morris
William Morris (Walthamstow, 24 marzo 1834 – Londra, 3 ottobre 1896) è stato un artista e scrittore britannico.

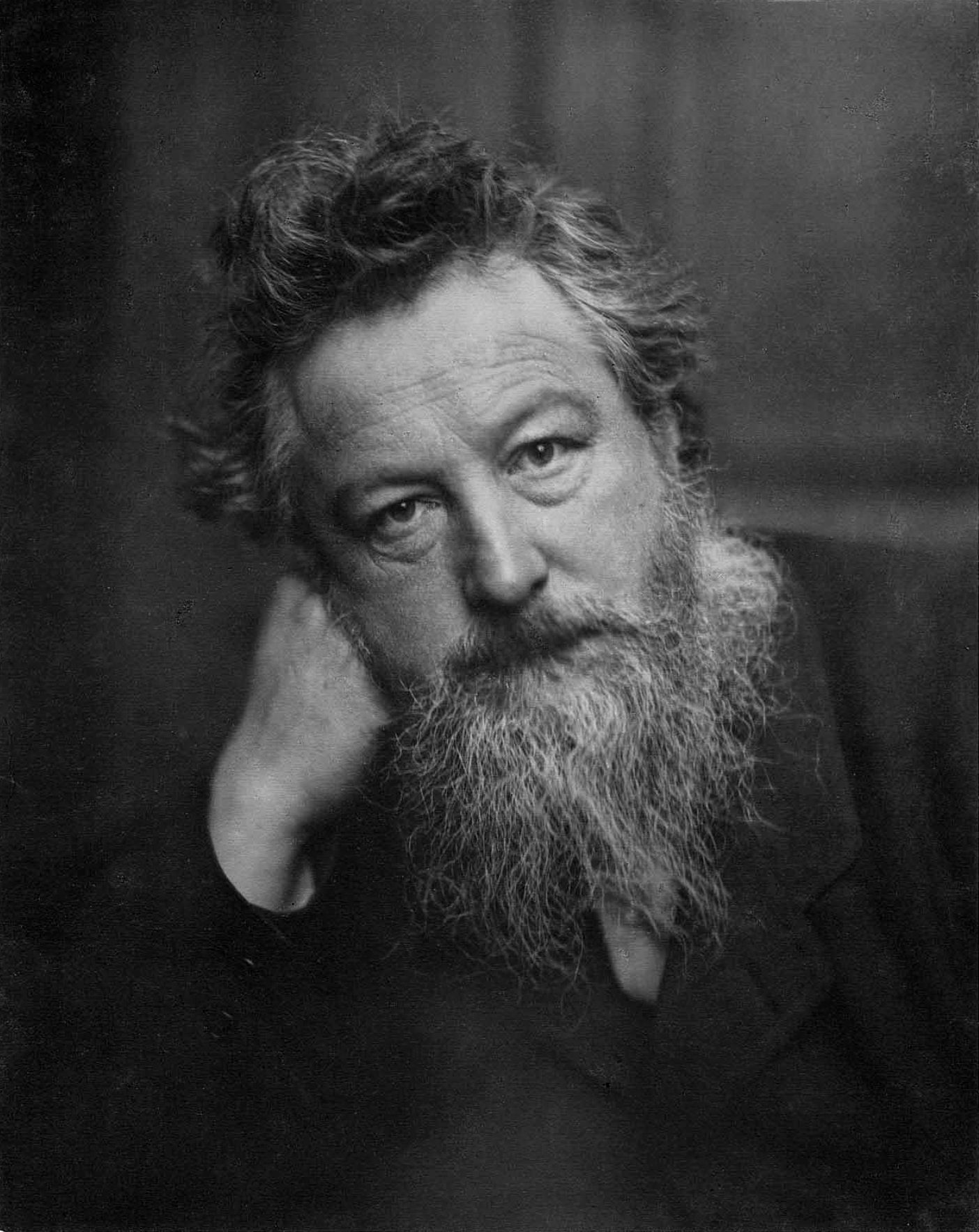
William Morris all'età di 53 anni

Fu tra i principali fondatori del movimento delle Arts and Crafts; è considerato antesignano dei moderni designer ed ebbe una notevole influenza sull'architettura e sugli architetti del suo tempo. Da molti è considerato il padre del Movimento Moderno, sebbene non fosse architetto egli stesso. Ha fondato uno studio di design in collaborazione con l'artista Edward Burne-Jones, e il poeta e artista Dante Gabriel Rossetti che ha profondamente influenzato la decorazione di chiese e case nel ventesimo secolo. Ha dato anche un importante contributo al rilancio delle arti tessili tradizionali e gli annessi metodi di produzione. Ha fondato inoltre la Società per la protezione di edifici antichi (SPAB), tuttora un elemento statutario per la conservazione degli edifici storici nel Regno Unito.
Durante il corso della sua vita Morris ha scritto e pubblicato poesie, narrativa e traduzioni di testi antichi e medievali. I suoi lavori più noti includono La difesa di Ginevra (The Defence of Guinevere, 1858), Il paradiso terrestre (The Earthly Paradise, 1868-1870), Un sogno di John Ball (A Dream of John Ball, 1888), Notizie da nessun luogo (News from Nowhere, 1890), e il fantasy La fonte ai confini del mondo (The Well at the World's End, 1896). È stato una figura importante nella nascita del socialismo in Gran Bretagna, fondando la Lega socialista nel 1884.

## Biografia

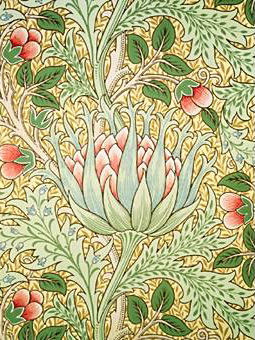
Artichoke wallpaper (1897)

William Morris era il terzo dei nove figli di William senior, un ricco mediatore ed Emma Shelton. Frequentò il Marlborough College e quindi l'Università di Oxford, dove venne a contatto con il pensiero di John Ruskin e incontrò Dante Gabriel Rossetti, Edward Burne-Jones, Ford Madox Brown e Philip Webb. A Oxford conobbe inoltre sua moglie, Jane Burden; donna di estrazione popolare, venne considerata l'incarnazione della bellezza non solo da Morris ma anche dai suoi amici preraffaelliti, per la sua pelle candida, la sua languida silhouette e la sua folta chioma corvina. Da lei Morris ebbe due figlie, Jane detta Jenny e Mary detta May.
Dopo aver lasciato Oxford, Morris entrò a far parte di uno studio d'architettura ma si rese conto presto di essere maggiormente affascinato dalle arti applicate. Con l'aiuto dell'amico Webb costruì la Red House a Bexleyheath nel Kent, come dono di nozze a Jane. In quell'occasione i primi germi della sua poetica in fatto di arti applicate iniziarono a prendere forma: in seguito allo sviluppo di questa sua passione, costruì inoltre casa Standen nel Sussex, sempre con la collaborazione di Webb.
Morris rimase a lungo in contatto con gli amici di università e con essi fondò la confraternita dei preraffaelliti. Della generale dottrina estetica, Morris abbracciò soprattutto il rifiuto dell'ingerenza industriale nella decorazione e nell'architettura, caldeggiando il ritorno dell'artigianato e del lavoro manuale per riconferire agli artigiani il rango di artisti. Secondo la sua filosofia, l'arte avrebbe dovuto essere accessibile a tutti, elaborata a mano e non avrebbero dovuto trovare classificazioni di merito. In altre parole, l'arte applicata avrebbe dovuto godere della stessa dignità di cui godevano pittura e scultura.
Nel 1861, Morris fondò l'azienda Morris, Marshall, Faulkner & Co. con Rossetti, Burne-Jones, Madox Brown e Webb. Per tutta la vita lavorò ai progetti di questa azienda, che cambiò nome man mano che i suoi soci si avvicendavano. Incoraggiò principalmente la rinascita dell'artigianato nelle sue forme più tradizionali come la pittura su vetro e su carta da parati. I motivi da lui creati sono tuttora un marchio concesso, su licenza, alla Sanderson and Sons and Liberty di Londra.
Dopo la parentesi socialista, Morris e Rossetti affittarono una casa in campagna, Kelmscott Manor nell'Oxfordshire. Dopo il ritiro dalla scena politica, Morris si divise tra la sua attività aziendale, la sua casa editrice e l'attività di scrittore. La casa di campagna fu anche teatro della relazione tra l'amico Rossetti e la moglie Jane, che lo portò a cercare conforto nell'amicizia con Georgiana Burne-Jones.
Alla sua morte, nel 1896, venne sepolto nel cimitero di Kelmscott.

## Pensiero
Morris e sua figlia May furono tra i primi socialisti inglesi e lavorarono con Karl Marx e Friedrich Engels per far attecchire il movimento in Inghilterra. Nel 1883 Morris entrò a far parte della Social Democratic Federation e, nel 1884 fondò la Socialist League. Morris si trovò così a mediare tra i marxisti e gli anarchici socialisti, spaccatura che infine portò al fallimento della Socialist League. Questo lato della vita di Morris è ampiamente discusso nella biografia di E.P. Thompson William Morris. Romantic to Revolutionary.

## Morris e l'architettura

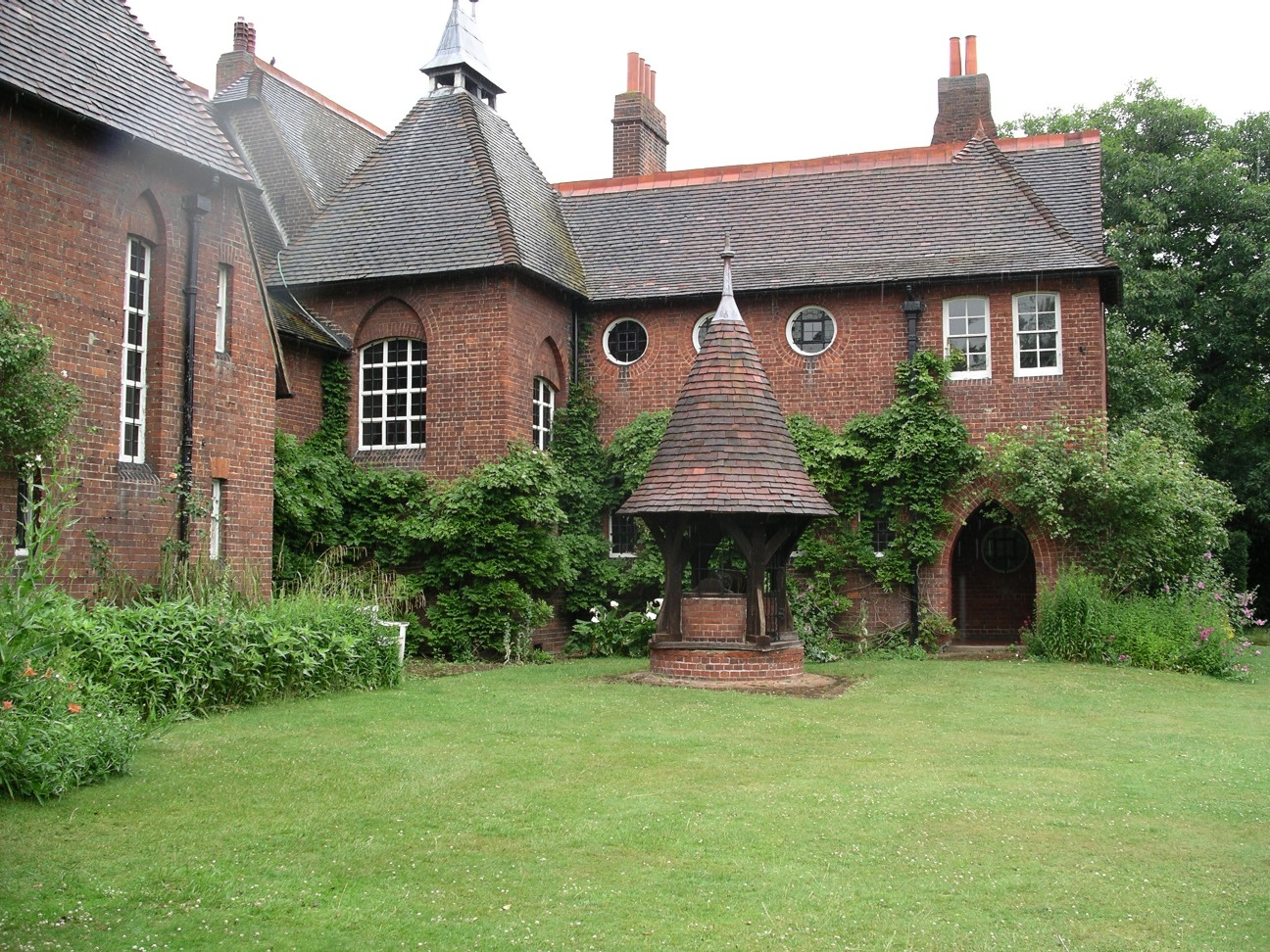
The Red House

Nonostante non fosse mai divenuto un architetto professionista, l'interesse di Morris per l'architettura fu profondo e persistente. Nel 1877 fondò l'associazione per la protezione degli antichi edifici (Society for the Protection of Ancient Buildings - S.p.a.b.) e la sua attività nel campo della conservazione e del restauro portarono, seppur indirettamente, alla fondazione del National Trust. In questo suo interesse trovò naturalmente un alleato in John Ruskin ed in particolare nelle sue opere Le pietre di Venezia (The Stones of Venice) e Riguardo al gotico (On The Nature of Gothic).
La Red House (Casa Rossa) di Upton, nel Kent, da lui arredata ma realizzata dall'amico architetto Philip Webb nel 1859 è considerata da molti, per la semplicità dei volumi e l'abbandono dei canoni classici, la prima opera anticipatrice dell'architettura moderna. L'architettura ebbe inoltre un'importanza rilevante nell'avvicinamento di Morris al socialismo.

## L'attività di poeta
Morris iniziò la sua attività di letterato pubblicando poesie e racconti brevi su una rivista universitaria. La sua prima opera, pubblicata attraverso canali indipendenti, fu La difesa di Ginevra (The Defence of Guinevere), accolto freddamente dalla critica; la scarsa fortuna critica lo scoraggiò per molti anni nonostante la sua opera migliore, The Haystack in the Floods, risalga proprio a questi anni. Si tratta di un'opera ambientata durante la Guerra dei cent'anni in cui due innamorati, Jehane e Robert, sono costretti a separarsi. La sua principale opera poetica è, invece, Il paradiso terrestre (The Earthly Paradise), un'antologia di poemi racchiusi in un'unica storia dall'esile trama che vede un gruppo di viaggiatori medievali alla ricerca di una terra promessa. L'antologia lo portò in breve tempo alla popolarità.
Durante il suo periodo di attività nel periodo socialista, compose alcune tra le sue più note opere in prosa, tra cui A Dream of John Ball e l'utopico Notizie da nessun luogo (News from Nowhere). Dopo il suo ritiro dalla vita politica si dedicò principalmente alla scrittura di racconti fantastici, di cui è stata ipotizzata l'influenza su John Ronald Reuel Tolkien e Clive Staples Lewis.

## L'attività di editore

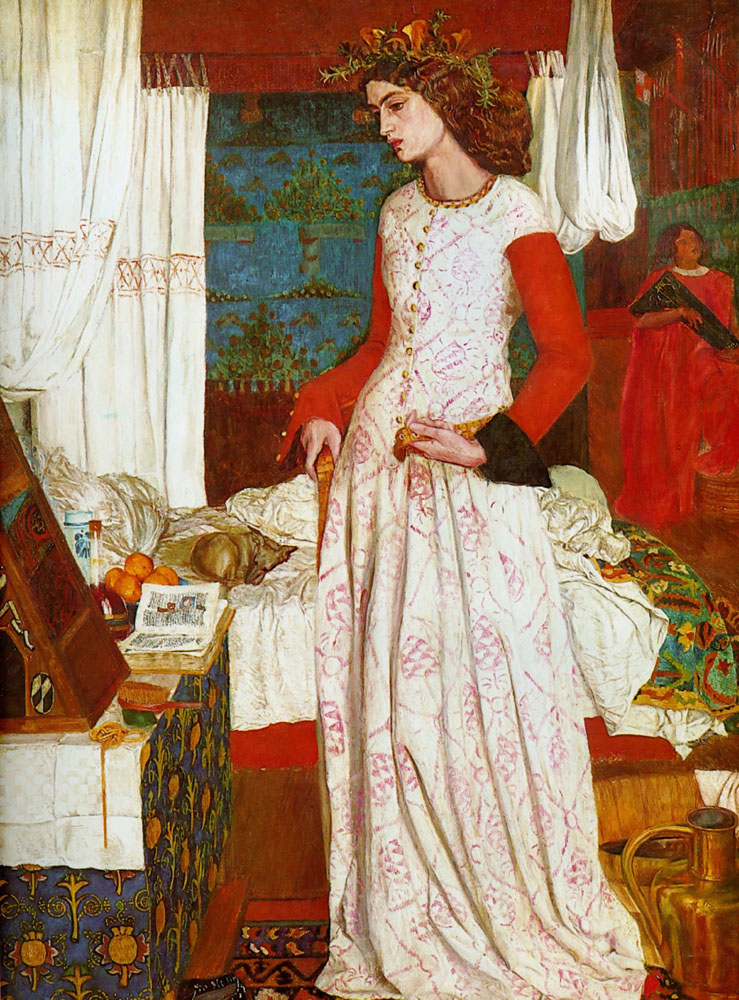
La Belle Iseult (1858). La modella è Jane Burden, moglie dello stesso Morris

Nel gennaio del 1891 Morris fondò la Kelmscott Press a Londra, con lo scopo di produrre stampe di qualità e libri di design. Ispirate dal tipografo veneziano Nicolas Jenson, le sue copertine erano caratterizzate da grande essenzialità ed eleganza commista a decorazioni medievaleggianti. Gli elementi decorativi delle sue opere editoriali furono principalmente ispirate agli incunaboli del XV secolo ed alle loro incisioni xilografiche. L'accurata selezione delle carte e degli inchiostri, oltre al raffinato studio dell'integrazione tra caratteri tipografici e decorazioni, resero la tipografia estremamente rinomata all'interno delle arti applicate. La tipografia rimase operativa fino al 1898 e produsse 53 volumi, ma la sua importanza soprattutto nell'ispirazione delle altre tipografie fu enorme.

## L'attività di designer
Suo malgrado, Morris può essere considerato il padre del Disegno industriale. Nonostante osteggiasse fortemente il lavoro in serie, infatti, fu uno dei primi artisti a disegnare motivi decorativi affinché artigiani e professionisti li utilizzassero nella loro opera: tra i suoi lavori più noti, la decorazione della Oxford Union Library tramite pannelli, tappezzerie ed affreschi a soggetto medievaleggiante (principalmente tratti dal poema di Thomas Malory La morte di Artù).
Strenuo avversario della produzione in serie e della rivoluzione industriale, Morris caldeggiava l'utilizzo di particolari tecniche e le sperimentava personalmente. Per le sue stoffe, ad esempio, utilizzava tinte naturali e procedimenti scoperti su un libro del XVI secolo. Tra le sue più belle carte da parati, spicca Margherite, realizzata nel 1864 e tratta principalmente da motivi rinvenuti in erbari medievali. Unì così l'amore per il passato e l'amore per la natura, entrambi in netta contrapposizione con la rivoluzione industriale.

## L'attività di pittore
L'interesse di Morris per il design, per il lavoro manuale ed i materiali si riflette fortemente anche nella sua opera di pittore, in particolare per quanto riguarda l'attenzione al dettaglio e alla resa delle superfici. Tra le sue opere migliori, La bella Isotta (1858-1859) è forse il più famoso: la modella per Isotta è la moglie di Morris e probabilmente il dipinto costituì l'occasione per l'inizio della loro relazione.

## Opere letterarie
- La terra cava (The Hollow Land, 1856)
- La difesa di Ginevra ed altre opere (The Defence of Guinevere and other Poems, 1858);
- La vita e la morte di Giasone (The Life and Death of Jason, 1867);
- Il paradiso terrestre (The Earthly Paradise, 1868–1870);
- L'amore è abbastanza (Love is Enough, or The Freeing of Pharamond, 1872);
- La caduta dei nibelunghi (The Story of Sigurd the Volsung and the Fall of the Nibelungs, 1876);
- Speranze e timori per l'arte (Hopes and Fears For Art, 1882);
- Un sogno di John Ball (A Dream of John Ball, 1886);
- The House of the Wolfings (1888);
- Lavoro utile, fatica inutile. Bisogni e piaceri della vita, oltre il capitalismo (1888-1894)
- Le radici delle montagne (The Roots of the Mountains, 1889);
- Notizie da nessun luogo (News from Nowhere, 1890);
- The Story of the Glittering Plain (1890);
- La fonte ai confini del mondo (The Well at the World's End, 1892);
- Il bosco oltre il mondo (The Wood Beyond the World, 1895);
- Le acque delle meravigliose isole (The Water of the Wondrous Isles, 1896);
- The Sundering Flood (1898).